# Долни Порой
Вижте пояснителната страница за други значения на Порой.
Долни Порой (на гръцки: Κάτω Πορόια, Като Пороя) е село в Гърция, Егейска Македония, дем Синтика на област Централна Македония с 413 жители (2021).

## География
Селото е разположено на 53 километра северозападно от град Сяр (Серес) и на 28 километра западно от Валовища (Сидирокастро) в южното подножие на планината Беласица (Белес или Керкини) в северозападната част на Сярското поле. Намира се в красива местност на 278 метра надморска височина. Югоизточно от него е разположено Бутковското езеро (Керкини).

## История

### Етимология
Според Йордан Н. Иванов името е от порой – корито на силен воден поток след дъжд. От корена рой; за сравнение старобългарското сърой, порой. Порой е често местно и селищно име в българската топонимия.

### В Османската империя
През XIX век Долни Порой е център на нахия и пазарно средище, в Демирхисарска каза на Серския санджак В нахията влизат Горни Порой, Липош, Тодорич, Джаферли, Мътница, Шугово. Основен поминък на населението е земеделието, бубарството и търговията. В 1872 година в селото се отваря българско училище. Александър Синве („Les Grecs de l’Empire Ottoman. Etude Statistique et Ethnographique“), който се основава на гръцки данни, в 1878 година пише, че в Като Пороя (Kato-Porroghia), Мелнишка епархия, живеят 400 гърци. В „Етнография на вилаетите Адрианопол, Монастир и Салоника“, издадена в Константинопол в 1878 година и отразяваща статистиката на населението от 1873 Долни Порой (Dolni-poroī) е посочено като село с 370 домакинства с 520 жители мюсюлмани и 400 жители българи.
През 1891 година Васил Кънчов посещава Демирхисарско и оставя интересни бележки за Долни Порой:
| „ | Това село лежи на четвърт час далеко от Горни Порой, на пътя, който води от Сярското поле за Поленинската котловина. Има около 320 къщи, от които 120 са български и 200 турски, с 1750 жители. Селото е забележително, че в него става много голям пазар сякоя неделя, затова има ханове и чаршийка. То ще бъде важна станция на новопроектирания железен път Сяр – Солун и като се съедини с Горни Порой, ще стане един хубав градец в живописните поли на Беласица планина. Българско училище в Долни Порой е отворено в 1870 г. Има 4 отделения с около 45 – 50 ученици и един учител, комуто се плаща много хубаво. В църквата се пее отдавна по славянски. Поминъкът на населението е, както в Г. Порой. Долнопоройските турци са много горделиви и пакостници. Между тях има богати бейове с големи чифлици. Често пъти правят произволи над християните. В последно време малко са поомекнали. | “ |

В същата 1891 година Георги Стрезов пише за селото:
| „ | Долни Порой, 1/2 час на Ю от Горни Порой в една дупка. През него минува Вързичката река. Дели се на три махали: Топилска, Църковна и Вързичка. В неделя става пазар, дето притичат търговци дори от Кукуш и Дорян. В това село всяка къща изкарва на годината средно число до 100 оки кожурци. Премсетнали са, че в 1888 г. и в двата Пороя излезли 2.400 оки кожурци по 30 гр. оката, – в селата останали до 72.000 гроша. Сее се също тъй и тютюн, лен, мисир, ръж. Селянете работят всякакви занаяти. Това село е едничкото, което признава Екзархията в цяло Демир-Хисарско. Има си църква св. Иван. В църковния двор е и училището, с I клас, 2 учителя и 40 ученика. 120 турски и 110 български къщи. Над селото е „Крали Марко и конят му“ – стена, на която според преданието останал знак от стъпалото на Шарколия. | “ |

В 1894 година Густав Вайганд пише в „Аромъне“: „Долни-Пороя, разположено при политѣ на височината, съ 550 турски и български кѫщи. Въ тази долина болшинството образуватъ мухамеданетѣ.“
Църквата в Долни Порой е „Свети Иван Кръстител“ и празникът ѝ е на Ивановден.
През 1897 година в Долни Порой се разкрива българско класно училище. Назначени са още двама учители, а към училището е създадена библиотека. Открива се и неделно училище за възрастни. Местната община осигурява издръжката на училището в размер на 50 турски лири.
Към 1900 година според статистиката на Васил Кънчов („Македония. Етнография и статистика“) в селото живеят 2350 души, от които 750 българи-християни, 1600 турци. По данни на секретаря на Българската екзархия Димитър Мишев („La Macédoine et sa Population Chrétienne“) в 1905 година в Долни Порой има 1384 жители-християни от които 1368 българи екзархисти, 10 гърци и 6 власи. В селото има 1 начално и 1 прогимназиално българско училище с 4 учители и 79 ученици
В 1904/1905 година в централното първокласно българско училище преподават Никола Рамаданов, Величка Хаджитанчева, завършила Солунската девическа гимназия и Димитър Христов, а в основното Ангел Атанасов, който обаче остава само писар в общината, тъй като властите му забраняват да преподава.
Към 1905 – 1906 година селото има 500 къщи, от които 100 – 120 български, а останалите мюсюлмански.
Селото е освободено от османско владичество през октомври 1912 година от Седма рилска дивизия по време на Балканската война. При избухването на войната осемдесет и двама души от Долни и Горни Порой са доброволци в Македоно-одринското опълчение.

### В Гърция
По време на Междусъюзническата война на 9 юли 1913 година Долни Порой е опожарено от гръцките войски. След войната по силата на Букурещкия договор, селото остава в пределите на Гърция. Голяма част от българското население се изселва в България, като се установява предимно в град Петрич и региона. През първата половина на ноември 1914 година, пристигналият от гръцките територии преди преди Балканските войни нов кмет на селото вади с удар с камшик окото на Ване Янчев.
Според преброяването от 1928 година Долни Порой е смесено бежанско село с 200 бежански семейства и 773 души.
През 1937 година Борис Зографов пише спомените си за селището от времето на Първата световна война:
| „ | Позициите ни бяха под село Долни-Порой, в южните поли на Беласица. Беше март месец, когато отидох в това село с каменни къщи, със сенчести чардаци и с много зюмбюли и нарциси в градинките. Чувал бях, че това село (собствено малко градче) било навремето място за прохлада и приятно прекарване на много летуващи от Солун и други градове на източна Македония. Сега, обаче, то бе запустяло. Войната бе пропъдила жителите му отвъд Беласица. Къщите бяха празни, дворовете буренясали, оградите порутени. Животът бе изместен от смъртта и във всички кътчета на селото се бе настанило едно страхотно мълчание. | “ |

| Име        | Име          | Ново име          | Ново име          | Описание                                                      |
| ---------- | ------------ | ----------------- | ----------------- | ------------------------------------------------------------- |
| Вирска     | Βούρτσικας   | Рема Като Поройон | Ρέμα Κάτω Ποροΐων | реката, минаваща през Долни Порой, приток на Бутковската река |
| Току Чинар | Τοκού Τσινάρ | Хондра Дендра     | Χονδρά Δένδρα     | местност в Беласица на С от Долни Порой и на И от Мътница     |
| Кара Таш   | Καρά Τάς     | Мавропетра        | Μαυρόπετρα        |                                                               |
| Оваджик    | Όβατζίκ      | Платома           | Πλάτωμα           | гранична местност в Беласица на С от Долни Порой              |
| Кара       | Καρρά        | Маврорема         | Μαυρόρεμα         | река на З от Долни Порой, приток на Бутковската река          |

## Личности
Родени в Долни Порой
- Алексо Поройлията (1864 – 1903), български революционер, войвода на ВМОК
- Ангел Липошлиев, български революционер
- Атанас Иванов Андонов (1870 – след 1943), български революционер; на 12 март 1943 година, като жител на Горна Джумая, подава молба за българска народна пенсия, която е одобрена и пенсията е отпусната от Министерския съвет на Царство България[21]
- Георги Атанасов Киранин, български революционер, деец на ВМОРО, изгорен в затвора преди 1918 г.[22]
- Георги Попхристов Динков (1887 - ?), български юрист, завършил право в Ньошател и Брюксел[23]
- Георги Сивиков (1869 - след 1943), български революционер, деец на ВМОРО[22]
- Георги Илиев, македоно-одрински опълченец, четата на Ташо Стоянов[24]
- Георги Неделков, наричан Майка му стара, български революционер от ВМОРО, член на долнопоройския революционен комитет[25][26]
- Димитър Гърчев, български революционер
- Димитър Димитров (1909 – ?), български агроном
- Димитър К. Изов, български просветен деец от Долни Порой[27][28]
- Димитър Романов, български просветен деец, тесен социалист, баща на Атанас Романов.[29]
- Дионисис Псомиадис, гръцки политик
- Илия Аврамов, деец на ВМРО, войвода в Поройско след 1922 година, родом от Горни или Долни Порой[30]
- Йоанис Влахос (1935 – 1980), гръцки просветен деец
- Милош Попхристов Табаков, български военен деец, майор, загинал през Втората световна война[31]
- Стоян Петров, български революционер, деец на ВМОРО, изгорен в затвора преди 1918 г.[22]
- Теофилос Леонтаридис (р.1956), гръцки политик, депутат от Нова демокрация
- Христо Динков, български просветен деец, учител в 1901 година в Гевгели, заточен след Солунската афера в Бодрум кале[32]

Македоно-одрински опълченци от Долни Порой
- Атанас Иванов, 20-годишен, тютюнджия с основно образование, четата на Панайот Карамфилович, 2-ра рота на 10-а прилепска дружина[33][34]
- Васил Илиев Аличев, четата на Тодор Стоянов.[35] Награден със знак на военния орден „За храброст“, IV и III степен през Първата световна война.[36]
- Георги Димитров, четата на Панайот Карамфилович[34][37]
- Георги Темелков, четата на Панайот Карамфилович, четата на Тодор Стоянов, продоволствен транспорт на МОО[34][38]
- Димитър Гърчев, четата на Панайот Карамфилович[33][34]
- Никола Ангелов, калайджия, ІV отделение, 4 рота на 14 воденска дружина, от Горни или Долни Порой[39]

Други
- Стоян Бояджиев (1915 – 2003), български общественик, председател на ВМРО-СМД, по произход от Долни Порой
- Юлия Попвасилева (1913 – 2006), българска писателка, по произход от Долни Порой[40]